# 努尔兰·阿不都满金
努尔兰·阿不都满金（1962年12月—），哈萨克族，新疆霍城人。1985年5月加入中国共产党。新疆大学法律系法律专业毕业，北京师范大学思想政治专业在职研究生学历。中共十八届中央候补委员，十九届、二十届中央委员；现任新疆维吾尔自治区政协主席。

## 简历
历任新疆维吾尔自治区巩留县人民法院助审员、审判员、副院长、院长，新疆维吾尔自治区高级人民法院伊犁哈萨克自治州分院副院长、院长；伊犁哈萨克自治州委副书记、副州长、代州长、州长；新疆维吾尔自治区人民政府副主席、政協主席等职。2006年10月任中共新疆维吾尔自治区党委常委。2013年1月当选新疆维吾尔自治区政协主席。
2012年11月当选中国共产党第十八届中央委员会候补委员。2018年1月，当选第十三届全国政协委员。2022年10月22日，当选为中国共产党第二十届中央委员会委员。